# Blaviet Affilet
Blaviet Affilet est le nom du cheval d’Olivier dans Roland à Saragosse,,,. Ce destrier, est un coursier d'Arabie à la robe baie, ayant un flanc blanc ainsi qu’une patte,. Blaviet se rattache au radical de l’ancien français blave (« pâle ») ; et affilé est un nom fréquemment donné aux chevaux dans les chansons de geste comme, par exemple, dans Gaufrey et Anseïs de Carthage.